# Sergio Gonzalez (zapaśnik)

Zawodnik Iowa State Cyclones

Sergio Steven Gonzalez (ur. 18 października 1947 w Hawthorne) – amerykański zapaśnik walczący w stylu wolnym. Olimpijczyk z Monachium 1972, gdzie zajął siódme miejsce w wadze do 48 kg, a wszystkie trzy walki zakończył remisem.
Zajął szóste miejsce na mistrzostwach świata w 1971. Złoty medalista igrzysk panamerykańskich w 1971 roku.
Zawodnik Redondo Union High School z Redondo Beach i UCLA Los Angeles. Dwa razy All-American w NCAA Division I (1968–1969). Drugi w 1968 i 1969 roku.